# Branko Babić
Branko Babić (serbisch-kyrillisch Бранко Бабић; * 11. September 1950 in Zemun) ist ein ehemaliger serbischer Fußballspieler und -trainer.

## Karriere
Babić begann seine Karriere 1969 beim Zweitligisten NK Osijek. 1970 feierte er mit dem Verein die Zweitligameisterschaft. 1972 wechselte er zu FK Zemun. Danach spielte er beim belgischen KFC Beringen und französischen SR Saint-Dié. 1977 beendete er seine Karriere als Fußballspieler.
1993 wurde Babić Trainer der Erstligisten FK Napredak Kruševac. Im 2000 wurde er Trainer von japanischen Zweitligisten Mito Hollyhock. 2003 unterschrieb er einen Vertrag beim Zweitligisten FK Čukarički. 2003/04 feierte er mit dem Verein die Zweitligameisterschaft und den Aufstieg in die erste Liga. 2004 wechselte er zum Erstligisten OFK Belgrad. 2006 kehrte er zu Čukarički zurück. 2007 wechselte er zum montenegrinischen FK Budućnost Podgorica. Mit dem Verein wurde er 2007/08 montenegrinischer Meister. Von 2009 bis 2010 war er bei FK Vojvodina unter Vertrag. Danach trainierte er bei Persis Solo, OFK Belgrad und FK Vojvodina. 2014 gewann er mit Vojvodina den Serbischen Fußballpokal.

## Erfolge
FK Budućnost Podgorica
- Montenegrinischer Meister: 2007/08

FK Vojvodina
- Serbischer Pokalsieger: 2013/14